# Ингенайм
Ингенайм (фр. Ingenheim) — коммуна на северо-востоке Франции в регионе Гранд-Эст (бывший Эльзас — Шампань — Арденны — Лотарингия), департамент Нижний Рейн, округ Саверн, кантон Буксвиллер. До марта 2015 года коммуна административно входила в состав упразднённого кантона Ошфельден (округ Страсбур-Кампань).
Площадь коммуны — 5,37 км², население — 360 человек (2006) с тенденцией к снижению: 325 человек (2013), плотность населения — 60,5 чел/км².

## Население
Население коммуны в 2011 году составляло 333 человека, в 2012 году — 326 человек, а в 2013-м — 325 человек.
| 1962 | 1968 | 1975 | 1982 | 1990 | 1999 | 2006 | 2008 | 2011 | 2012 | 2013 |
| ---- | ---- | ---- | ---- | ---- | ---- | ---- | ---- | ---- | ---- | ---- |
| 335  | 307  | 304  | 302  | 296  | 301  | 360  | 374  | 333  | 326  | 325  |

Динамика населения:

## Экономика
В 2010 году из 201 человек трудоспособного возраста (от 15 до 64 лет) 145 были экономически активными, 56 — неактивными (показатель активности 72,1 %, в 1999 году — 74,9 %). Из 145 активных трудоспособных жителей работали 127 человек (61 мужчина и 66 женщин), 18 числились безработными (10 мужчин и 8 женщин). Среди 56 трудоспособных неактивных граждан 10 были учениками либо студентами, 35 — пенсионерами, а ещё 11 — были неактивны в силу других причин.